# Soukromá mateřská škola
Soukromá mateřská škola je soukromé zařízení poskytující péči o děti ve věku od 2 do 6 let bez přítomnosti rodičů. Soukromá mateřská škola se liší od jiných školek podstatně vyšším školným. Na rozdíl od státní mateřské školy přijímá děti už od 2 let, po domluvě s rodiči i od 1 roku věku dítěte. Posledních několik let[kdy?] byla v České republice zvýšená porodnost díky vysokému porodnému, které se během krátké doby zase snížilo. V médiích se objevují zprávy, že je nedostatek školek pro děti z let zvýšené porodnosti. Proto se téma soukromých školek  stává stále aktuálnější.[kdy?] Mnoho firem si začalo zakládat své firemní školky pro děti svých zaměstnanců. A proto je založení soukromé mateřské školy dnešním[kdy?] tzv. boomem.

## Založení
Pro založení soukromé mateřské školy nutno zvážit, zda zřizovatel nebo majitel dostane živnostenské oprávnění. Vázaná i volná živnost je tzv. ohlašovací, takže stačí živnost ohlásit.
Pokud je mateřská škola jen soukromým zařízením, které vzniklo na základě živnostenského oprávnění a nepodléhá síti Ministerstva školství ČR, nemá nárok na žádné dotace ani příspěvky tohoto ministerstva. V opačném případě se může zajímat o Program na podporu činnosti občanských sdružení působících v oblasti předškolního, základního, středního a základního uměleckého vzdělávání.

## Vzdělávací program, provozní a školní řád
Výhodou soukromých mateřských školek je, že nemusí dodržovat přesně vzdělávací rámce Ministerstva školství, mládeže a tělovýchovy. Zodpovědní provozovatelé těchto školek ale budou čerpat z tohoto rámce a přizpůsobí si ho svým potřebám podle toho, jak by oni chtěli školku řídit. Vzdělávací program pro předškolní vzdělávání je ke stažení na stránkách MŠMT.
Každá školka by také měla mít svůj provozní a školní řád. V provozním rádu se určuje denní režim, tedy kdy děti mají přijít do školky a kdy musí odejít, kdy se podává dopolední a odpolední svačina a oběd, kdy začínají jaké aktivity. Školní řád pak hodně připomíná stanovy obchodní společnosti, definuje provozovatele, vymezuje proces schválení nástupu dítěte, práva a povinnosti rodičů, chování zaměstnanců, způsob placení školného atd.

## Provozování
Podle vyhlášky č. 14/2005 Sb., o předškolním vzdělávání, mateřská školka s jednou třídou má nejméně 15 dětí, mateřská školka se dvěma a více třídami má nejméně v průměru 18 dětí ve třídě. Třída mateřské školky se přitom naplňuje do počtu 24 dětí. Třída, ve které jsou zařazeny děti se zdravotním postižením, má nejméně 12 dětí a naplňuje se do počtu 19 dětí.
Hygienické požadavky především řeší uspořádání stavby, vybavení nábytkem, zásobování vodou, úklid, regulace denního světla atp. Pro bližší poznání této problematiky je zapotřebí se detailně seznámit s příslušným zákonem.
Stravování se řídí vyhláškou č. 107/2005 Sb., o školním stravování. Ta rozlišuje mezi školní jídelnou (vydává jídla, která sama připravuje) a výdejnou (vydává jídla, která připravuje jiný provozovatel stravovacích služeb). Takže soukromá mateřská škola nemusí mít svoji vlastní kuchyni.
V soukromých mateřských školách mohou rodiče využít různých nadstandardů, kde se jedná buď o prodlouženou pracovní dobu nebo různých výukových kroužků angličtiny, která je v dnešní době velice oblíbená. V některých soukromých mateřských školách se dokonce lze setkat i s vlastním vnitřním bazénem, kam děti chodí pravidelně v rámci programu plavat.

## Školné
V případě žádných příspěvků od MŠMT musí být školné o něco vyšší než ve „veřejných“ mateřských školkách. Měsíční poplatky se liší dle docházky, bohatosti výuky, počtu dětí atd. Měsíční poplatek za jedno dítě s docházkou pět dnů v týdnu bez speciální výuky cizího jazyka či jiné specifické aktivity se pohybuje od 4 do 15 tisíc korun. Školné se může odvíjet od požadavků majitele soukromé mateřské školy.